# 西塔 (利物浦)

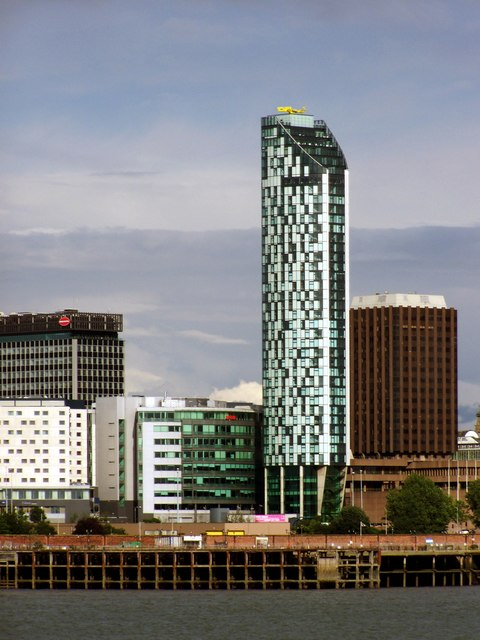
西塔

西塔（West Tower）是位於英國英格蘭城市利物浦的一座摩天大樓，共有40層，高140米。西塔是利物浦現在最高的建築，也是英國倫敦以外地區的第三高建築。建築竣工於2007年。

## 外部連結
- Beetham Organization homepage (requires flash-player)
- Aedas Architects homepage （页面存档备份，存于）